# Rosso di Montepulciano
De Rosso di Montepulciano is een rode wijn met de classificatie Denominazione di origine controllata (DOC). De wijn wordt geproduceerd in Toscane, op het grondgebied van de gemeente Montepulciano in het zuidoosten van de provincie Siena. De Rosso is het kleine broertje van de Vino Nobile di Montepulciano. Het is een minder zware en eenvoudiger wijn waaraan minder strenge eisen worden gesteld dan aan de Vino Nobile.

## Productiezone
De productiezone is beperkt tot de gemeente Montepulciano in de provincie Siena.